# Karamell
| Inslagna karameller. |  | Diverse karameller. |
| Inslagna karameller. |  | Diverse karameller. |

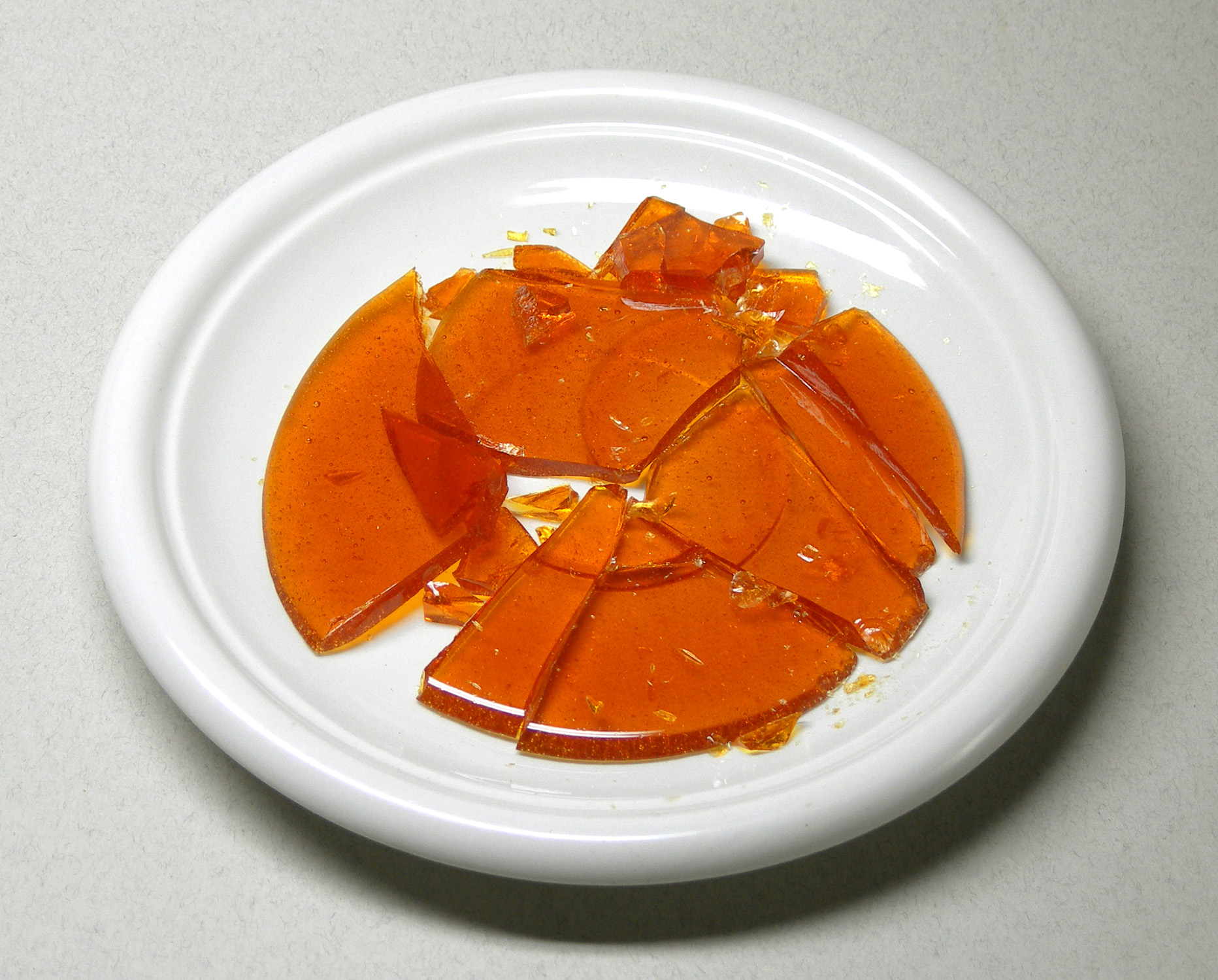
En tallrik med karamell.

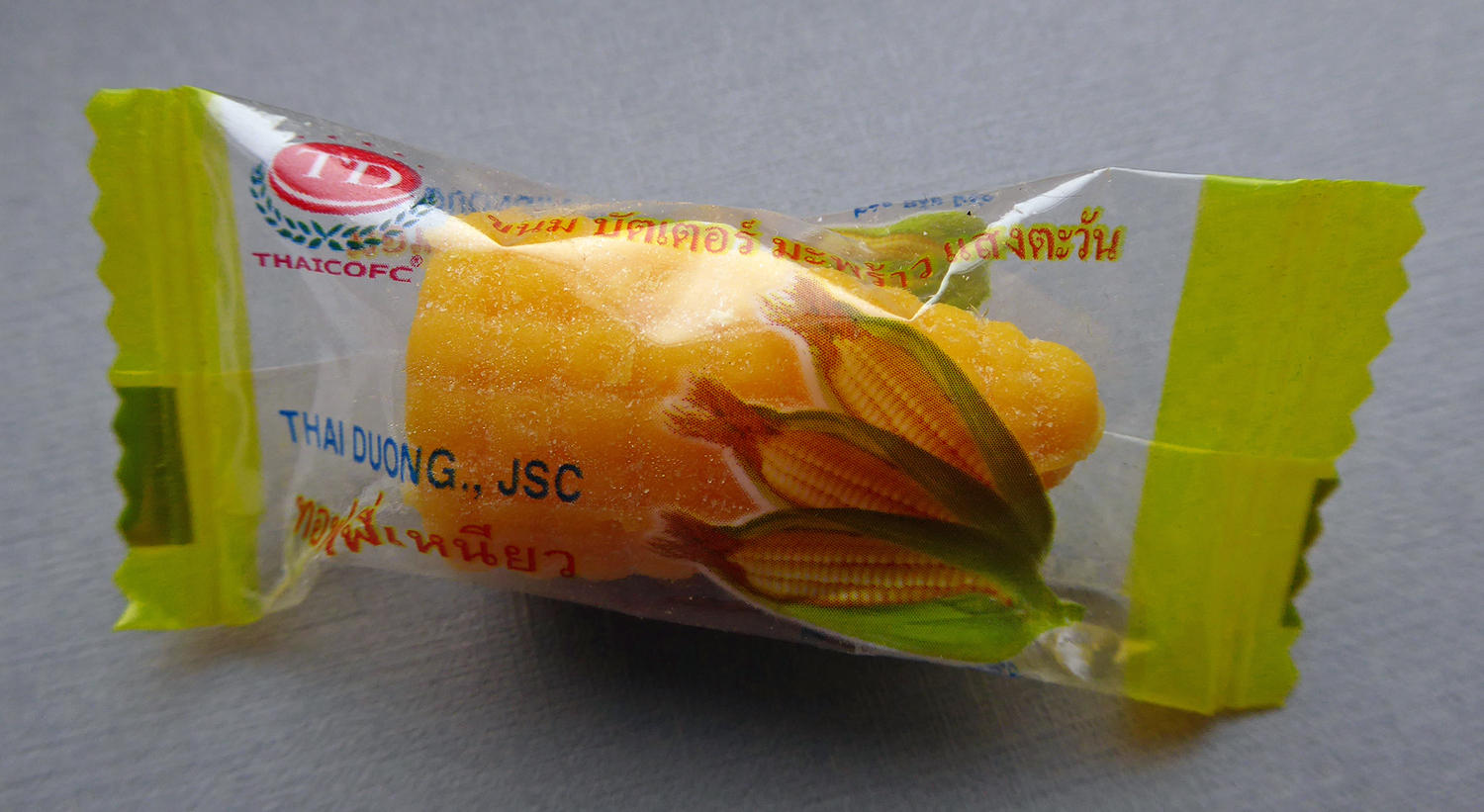
Thailändskt majsgodis i form av en karamell.

En karamell (ursprungligen franska, caramel) är en sötsak baserad på smält socker. Karameller finns i många smaker, och brukar oftast vara hårda och knapriga. De är inte gjorda för att tugga på utan för att suga på. De brukar oftast vara inlindade i cellofan. Karameller säljs även i påsar och som lösviktsgodis.
Hårda karameller började tillverkas efter att sockerpriset sjönk i början av 1800-talet, i samband med att många nya godissorter kom till.
Socker smälter vid en temperatur strax över 130 grader. När det åter stelnar blir det hårt och genomskinligt. Egentligen avser karamell endast produkter där sockret upphettats mera, till 150-200 grader. I det temperaturområdet inträder den så kallade karamelliseringen. Färg, smak och konsistens förändras då, och förändringen kvarstår även då sockret svalnat och stelnat. Sockret blir brunare ju högre temperaturen är och smaken blir allt beskare och övergår i bränt. Oftast tillsätter man smakämnen, till exempel kryddor, pepparmintsolja eller fruktaromer. 
Brända mandlar eller kanderade mandlar är mandlar som värmts upp tillsammans med socker till en temperatur då sockret karamelliserat. Ett annat användningsområde för karamelliserat socker är som klister till pepparkakshus. I polkagrisar har man blandat luft i det karamelliserade sockret för att få det vitt och ogenomskinligt igen. Så kallat bröstsocker är trots likheten med karamell framställt på ett helt annat sätt, nämligen genom att en koncentrerad sockerlösning fått dunsta så att sockerkristaller bildats. 
Inom konditoribranschen har karamell en helt annan betydelse. Där syftar karamell på en polkagrissmet som kan färgas och formas till olika figurer. När man bereder en karamellsmet blandar man socker, glykos och vatten. Detta kokar man till 142-151 grader beroende på sockrets och glykosens kvalitet och vilken färg man vill att karamellen ska ha. Sedan kyler man ner karamellen snabbt. Då har smeten en temperatur på 110-120 grader.  Därefter har man ett par minuter på sig att forma figurer innan sockret har stelnat och är hårt såsom polkagris. 
Engelskans caramel syftar antingen på bränt socker eller kola(smak). Hård karamell kallas på engelska för hard candy eller bonbon.